# 4220 Флуд
4220 Флуд (4220 Flood) — астероїд головного поясу. Відкритий Робертом Макнотом 22 лютого 1988 року. Названий на честь Томас Флуда (1919—1988) — шотландського астронома-любителя, члена Британської астрономічної асоціації та співзасновника Астрономічного товариства Данді.
Тіссеранів параметр щодо Юпітера — 3,286.